# Гуардисталло
Гуардисталло (итал. Guardistallo) — коммуна в Италии, располагается в области Тоскана, в провинции Пиза.
Население коммуны, на 01.01.2024 года, составляет 1180 человек, плотность населения ─ 49,98 чел./км². Занимает площадь 24 км². Почтовый индекс — 56040. Телефонный код — 0586.
Покровителем коммуны почитается святой Лаврентий, празднование 10 августа.

## Демография
Динамика населения:

## Администрация коммуны
- Официальный сайт: http://www.comune.guardistallo.pi.it/